# تاريخ البستنة

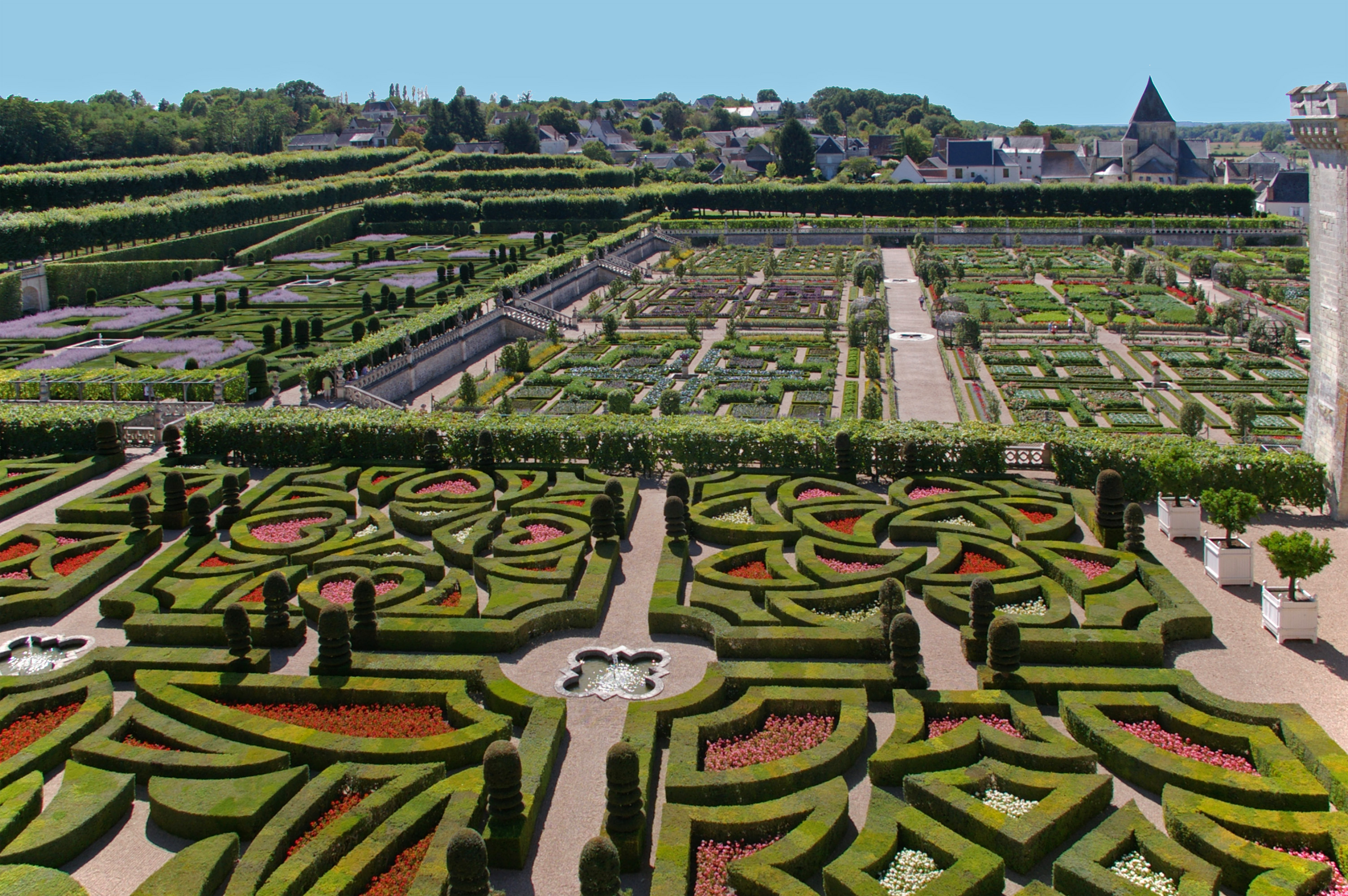
أسلوب تصميم الحدائق في عصر النهضة في قلعة فيلاندري.

تاريخ البستنة الزخرفية التي يُعتقد أنها تعبير عن الجماليات وحس الجمال من خلال الطبيعة والفن، وعرض لنموذج أو شكل للحياة المتحضرة، أو تعبير عن فلسفة أفراد أو حضارات، وفي بعض الأحيان عرض لرتبة اجتماعية الشخصية أو الفخر الوطني بشكل بساتين للخاصة والعامة.

## التطور التاريخي لتصميم الحدائق

### حدائق بلاد مابين النهرين

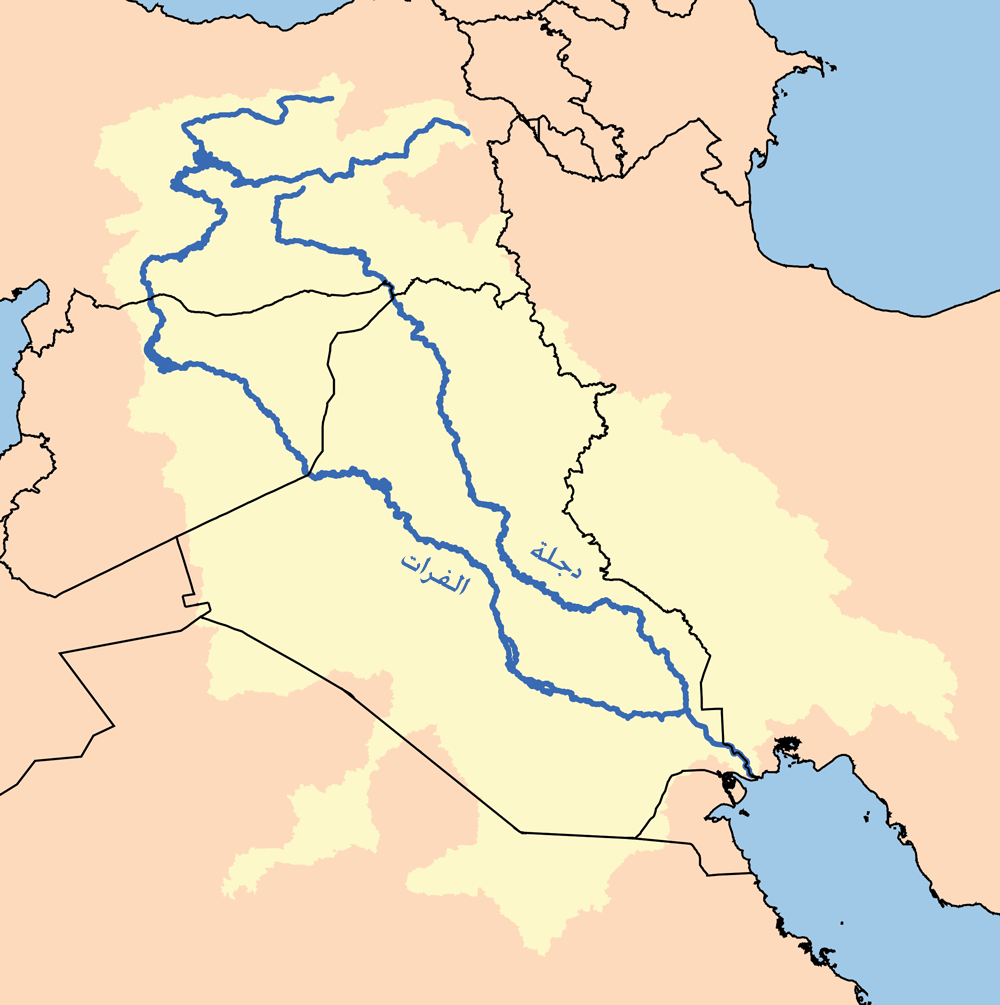
تظهر هذه الخريطة نهر الفرات ودجلة

تتنوع بلاد مابين النهرين في التضاريس الجغرافية حيث توجد التلال والجبال في شمال المنطقة ويوجد السهول الطمية جنوبا. كان شعوب هذه المنطقة (سومريون، أكاديون، بابليون، آشوريون) متعلمين وحضاريين منذ 3000 سنة قبل الميلاد. تشهد الأدلة على حدائقهم من النصوص المكتوبة والتماثيل وبقية الآثار. في التقاليد القديمة، تعتبر بلاد مابين النهرين موطن جنات عدن وحدائق بابل المعلقة. تطورت حدائق المعابد من شكل البستان الديني، اكتشفت عدة تصاميم بارزة للحدائق الملكية في ذلك الوقت.
أنشئت حدائق الصيد الملكية للاحتفاظ بالحيوانات والنباتات الغربية التي يراها الملك أثناء حملاته العسكرية. اقتنى تغلث فلاسر الأول ( 1,000 قبل الميلاد) الخيول وثيران وحمير وأيائل من نوعين وغزلان والوعول ويتباهى بذلك قائلا «أعتبرها كقطيع من الأغنام».

### الحدائق الفارسية

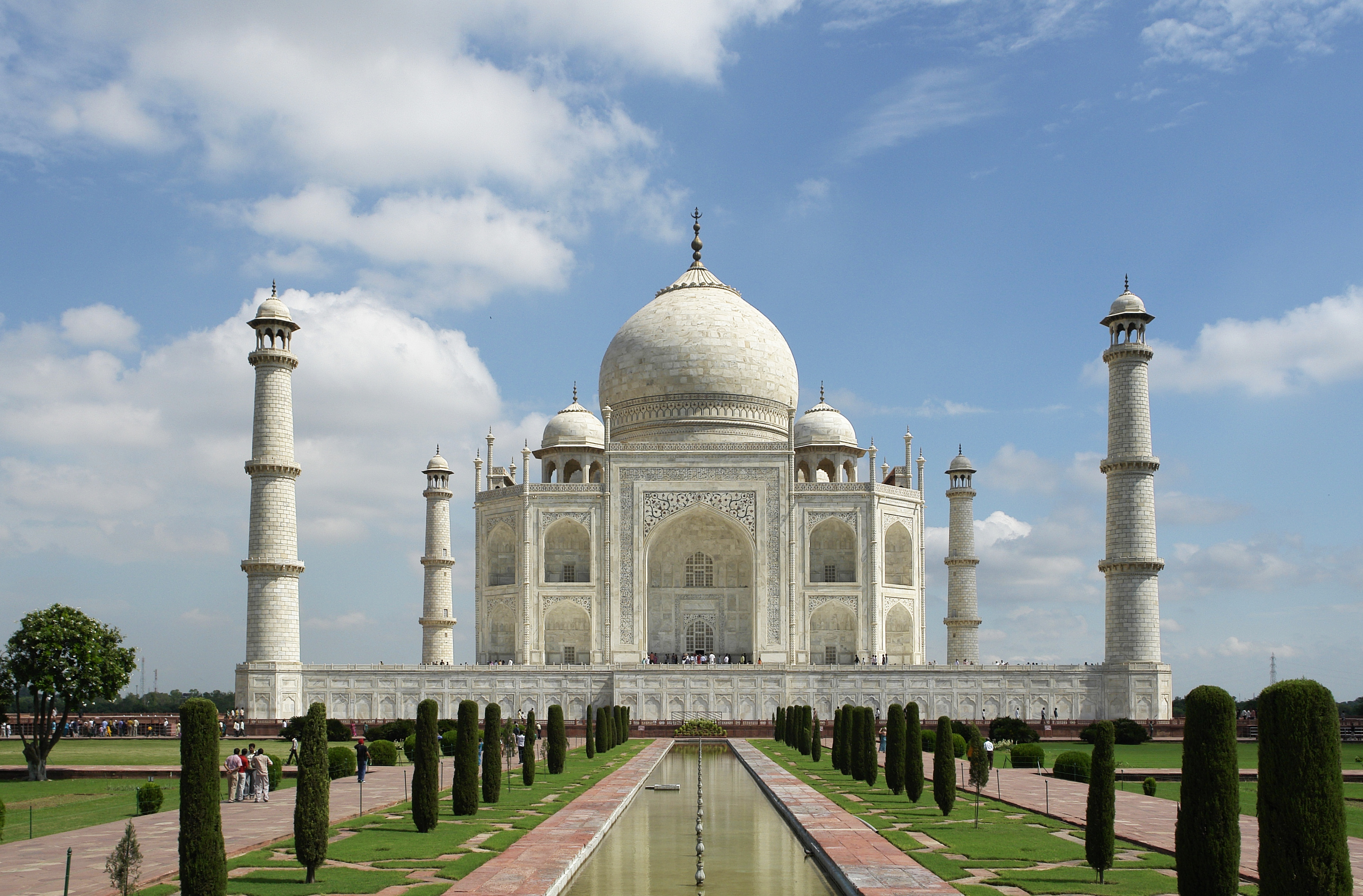
جهارباغ الكبير (شكل من الحدائق الفارسية يقسم إلى جزئين) حيث تُقدم الحديقة الأمامية الشكل الكلاسيكي لتاج محل

تظهر جميع الحدائق الفارسية منذ القدم وحتى العصور الحديثة بشكل معاكس للنجد الإيراني الخشن والقاحل. بخلاف الحدائق التاريخية الأوروبية، التي تبدو وكأنها مقسمة ومنظمة من المنظر الموجود حولها، بينما تبدو الحدائق الفارسية خيالية. يؤكد طبيعتها المرهفة والأثيرية اختلاف جوهرها عن البيئة القاسية. توفر الأشجار والتعريشات ظل حيوي، وتوجد السرداق والجدارن وهي أبنية مميزة لحجب أشعة الشمس في الحديقة.
تجعل الحرارة وجود المياه في تصميم الحديقة أمرا مهما للمحافظة عليها ولشكل التصميم. يتم الري بواسطة قنوات تحت الأرض تنقل المياه من الآبار. تُوصَل القنوات بالآبار التي تسحب المياه إلى السطح. في بعض الأحيان، يُستخدم حيوان لسحب المياه من البئر إلى السطح.
غالبا مايتعمد الأسلوب الفارسي بتوحيد الشكل الخارجي والداخلي من خلال ربط الحديقة المحيطة بفناء داخلي. عادة يضع المصممون عناصر معمارية مثل الأقواس المحدبة بين مناطق الداخلية والخارجية لكي تُفرق بينهما.

## وصلات خارجية
- Gardening History Timeline
- Horticulture in Ancient Egypt
- Leicestershire & Rutland Gardens Trust
- History of Horticulture
- The Garden History Society
- The American Garden Museum نسخة محفوظة 22 مايو 2024 على موقع واي باك مشين.